# Ngưu Đầu Trí Nham
Ngưu Đầu Trí Nham (zh: 智巖, ja: Chigan, 577-654) là Thiền sư cuối nhà Tùy đầu nhà Đường, tổ đời thứ hai của Thiền phái Ngưu Đầu. Sư nối pháp Thiền sư Pháp Dung và là thầy của Thiền sư Tuệ Phương.

### Cơ duyên và hành trạng
Sư họ là Hoa (華), quê ở Khúc A, Giang Tô.
Trong khoảng tniên hiệu Đại Nghiệp (大業, 606-616) nhà Tùy, sư làm tướng quân trong triều đình và lập chiến công hiển hách.
Năm 40 tuổi, sư vào núi Hoàn Công Sơn (皖公山, An Huy) xuất gia với Thiền Sư Bảo Nguyệt. Đến năm Trinh Quán thứ 17, sư trở về Kiến Nghiệp vào núi Ngưu Đầu yết kiến với Thiền sư Pháp Dung, phát minh đại sự. Thiền sư Dung nói với sư:
- Ta thọ yếu quyết chân pháp của đại sư Tín, sở đắc đều quên hết, duy có một pháp vượt hơn Niết-bàn, lời ta nói cũng như mộng huyễn. Ôi! một hạt bụi bay mà che cả trời, một hạt cải rơi lấp cả đất. Ông nay đã vượt quá cái thấy biết này rồi, ta còn nói gì nữa? Hóa đạo tại sơn môn, nay trao lại cho ông.
Sư vâng lời, nối tiếp làm Tổ thứ 2 của phái Ngưu Đầu. Sau đó, đem Chánh pháp nhãn tạng truyền cho Thiền sư Tuệ Phương
Trong suốt thời gian hoằng pháp, sư từng trụ trì qua các chùa như Bạch Mã Tự, Thê Huyền Tự, rồi sau chuyển đến Thạch Đầu.
Niên hiệu Nghi Phụng năm thứ 2, ngày 10 tháng giêng, sư tịch diệt. Sư thọ 78 tuổi, hạ lạp 39 năm. Sau khi sư tịch, dung sắc sư không thay đổi, thân thể vẫn mềm như lúc sống. Trong thất sư có mùi hương lạ, suốt 10 ngày không dứt. Theo di ngôn của sư, đệ tử làm lễ thủy táng. 